# 日本三大妖怪
日本三大妖怪（にほんさんだいようかい）とは、日本に数多伝わる妖怪達のなかでも名実共に上位である三体を指す呼称であるが、三体に何を指すかについては諸説ある。

## 多田克己による定義
妖怪研究家・作家の多田克己は、鬼・河童・天狗が日本三大妖怪であるとしている。また、のちに発行された書籍でもこの三妖怪を挙げているものがある。

## 小松和彦による定義
文化人類学者・民俗学者の小松和彦は、日本の中世文学の世界で共有されている宇治の宝蔵伝説を背景とし、もっとも恐ろしい妖怪はどれか「もし中世の人びと、それも都人にたずねたら、次の三つの妖怪の名があがるだろう」として酒呑童子、玉藻前、大嶽丸の3つを挙げている。
建保7年（1219年）に成立した鎌倉初期の説話集『続古事談』で語られる宇治の宝蔵は、かねてより中世文学の世界で共有されていることで著名であった。中世の説話や史料から、宝蔵に納められたとされる宝物を収録する試みも行われている。田中貴子は宇治の宝蔵伝説を論じており、小松はその一部を引用し、玉藻前や酒呑童子の物語は幻影城を支えるために新たに作られた王朝神話であったといえるのでは、としている。
大江山の酒呑童子
大江山の鬼王酒呑童子を退治した源頼光と藤原保昌一行は、首を台の上に載せて都に凱旋し、帝をはじめ摂政や関白が酒呑童子の首を叡覧したのち宇治の平等院の宝蔵に納められて頼光は東夷大将軍に、保昌は西夷大将軍に任命された。
那須野の妖狐
那須野原におもむいた上総介と三浦介は妖狐（玉藻前）を退治し、遺骸は京に運ばれて院が叡覧したのちうつぼ舟に乗せて流し捨てられた。もっとも、多くの伝本では酒呑童子と同様に宇治の平等院の宝蔵に納められたと記している。遺骸からは王権のしるしともいうべき「仏舎利の入った黄金の壷」「夜を昼のごとく明るくする白い球」「白と赤の針」が出た。
室町時代から近世にかけての絵巻や絵本の玉藻前説話を描いた妖狐譚はここで終了するが、一方で源翁和尚の殺生石譚が付け加えられた説話もある。
鈴鹿山の大嶽丸
鈴鹿山の大嶽丸は坂上田村丸俊宗の投げた剣によって首を打ち落とされ、首は都に運ばれて帝が叡覧し、俊宗は伊賀国を賜って鈴鹿御前と結婚した。この時の首について叡覧後の所在は語られていない。大嶽丸は再び強力な鬼として日本へと戻って霧山が岳に立て籠るが、再び俊宗に切り落とされ、京の王権の強大さを誇る宝とするにふさわしいものとし宇治の宝蔵に納められることになったという。
これらの妖怪だけ退治された後、遺骸もしくは遺骸の一部（酒呑童子の首、大嶽丸の首、那須野の妖狐の遺骸）が「宝物倉」（「宇治の宝蔵」）に収められたとされているからである。言い換えれば、中世において退治された数ある妖怪の内でこの三妖怪は宝蔵主の武力・知力・神仏の加護を示すために、宇治の宝蔵に収める価値のあるほどの大妖怪だったという解釈である。なお、現実の世界の宝蔵の収蔵品リストには三妖怪の記念品があったという記録はなく、書物で宇治の宝蔵に納められたということが語られるのみである。

### 原典
1. ↑  『続古事談』第一「王道后宮」
2. 1 2  逸翁美術館蔵『大江山酒天童子絵巻』
3. 1 2  根津美術館蔵『玉藻前草子』
4. 1 2  刊本『たむらのさうし』